# Maksai Kinga
Maksai Kinga (Budapest, 1984 –) magyar-, mozgóképkultúra és médiaismereret tanár, író.

## Könyvei
- Most már biztosan hazaér (thriller, 21. Század Kiadó, 2022)
- Alpaka eltéved (mesekönyv, Cerkabella, 2021, Hanga Réka illusztrációival)
- Ismeretlen utakon (Névtelen Világ 2.) (ifjúsági sorozat, Cerkabella, 2020, Gárdos János illusztrációival)
- Erik és a legfelső utáni emelet (Névtelen Világ 1.) (ifjúsági sorozat, Cerkabella, 2019, 2020, Gárdos János illusztrációival)
- Mia & Maja (ifjúsági regény, Cerkabella, 2018, 2021) Olaszul megjelent: Milano: 2022, Mimebú. Fordította: Silvia Canavero.[2]

## Antológiák
- (szerk.) Winkler Nóra - Nagy Dániel Viktor - Szálinger Balázs: 100 szóban Budapest, 2017 (Mindspace)
- 100 szóban Budapest, 2018 (Mindspace)
- (szerk.) Lovász Andrea: Macskamuzsika - Hetvenhét magyar esti mese. (Cerkabella, 2018)
- 100 szóban Budapest, 2019 (Mindspace)
- (szerk.) Lovász Andrea: Dödölle - Gyerekirodalmi és hagyományőrző kalendárium – ünnepi receptekkel. (Cerkabella, 2019)
- 100 szóban Budapest, 2020 (Mindspace)
- 100 szóban Budapest, 2021 (Mindspace)
- (szerk.) Lovász Andrea: Tengerecki - Kalandok Magyarországon. (Cerkabella, 2021)
- (szerk.) Csörgei Andrea - Kreil Melinda: Hamupogácsa - Mesekönyv az érzelmekről. (Cerkabella, 2022)

## Díjai
- Merítés-díj, 2019: Mia & Maja az ifjúsági irodalom kategóriában[3]